# Les Rois vagabonds
Pour les articles homonymes, voir Les Rois Vagabonds (compagnie de cirque).
Les Rois vagabonds (anglais : Kings in Disguise) est une bande dessinée de Dan Burr (dessin) et James Vance (scénario) publiée en une mini-série de six comic books par Kitchen Sink Press en 1988 et recueillie en album deux ans plus tard. La suite de l'histoire, Dans les cordes (On the Ropes), est publiée en 2013 par W. W. Norton. Les deux albums ont été traduits en français par l'éditeur Vertige Graphic.
Le point de départ du scénario est une pièce de théâtre écrite par Vance, dont le premier tome est une préquelle. L'histoire de celui-ci suit les pérégrinations de Fred Bloch, adolescent de 13 ans qui fuit en 1932 son père alcoolique pour errer dans l'Amérique de la Grande Dépression. Dans le deuxième volume, Fred a cinq ans de plus, travaille pour un cirque, et est devenu communiste.

## Publications en français
- Les Rois vagabonds, Vertige Graphic, 2003.  (ISBN 2-908981-83-1)
- Dans les cordes, Vertige Graphic, 2013.  (ISBN 978-2-84999-113-8)

## Prix et récompenses
- 1989 : Prix Eisner de la meilleure nouvelle série et du meilleur numéro (pour le numéro 1)
- 1989 : Prix Harvey de la meilleure nouvelle série